# Hans Martin Gulbrandsen
Hans Martin Gulbrandsen (* 31. Januar 1914 in Drammen; † 4. Februar 1979 in Oslo) war ein norwegischer Kanute.

## Leben
Hans Martin Gulbrandsen nahm an zwei Olympischen Sommerspielen teil. Bei den Spielen 1948 in London verpasste er im Einer-Kajak über 1000 Meter mit Platz 4 um nur 0,3 Sekunden das Podium. Vier Jahre später bei den Spielen 1952 in Helsinki wurde er über 10.000 Meter Fünfter.
Gulbrandsen konnte bei den Kanurennsport-Weltmeisterschaften 1948, die zusammen mit den Wettbewerben der Olympischen Spiele in London ausgetragen wurden, gemeinsam mit Ivar Mathisen, Ivar Iversen und Eivind Skabo Silber in der 4 × 500-m-Staffel gewinnen. Während seiner Karriere errang er vier norwegische Meistertitel über 1000 und 10.000 Meter.